# チョ・ミョンエ
チョ・ミョンエ（1981年 -　）は、北朝鮮の舞踏家、女優である。現在、国立民族芸術団舞踊俳優所属。

## 略歴
1981年、平壌に生まれる。幼い頃から北朝鮮代表の舞踏部員として活躍していた。平壌音楽舞踊大学民族舞踊学部卒業。
2002年8月にソウルにて開催された「8.15民族統一大会」の開幕式で北朝鮮側旗手団として入場した。また、COEX公演場で開かれた｢万寿台芸術団公演｣では長鼓（チャンゴ）の踊りを披露した。これがきっかけで、韓国に彼女のファンクラブが出来た（2005年現在の会員数は17万人）。また、韓国のインターネット上でファンクラブができた最初の北朝鮮芸能人にもなった。
2005年に韓国のサムスン電子の携帯電話「エニコール」のテレビコマーシャルに出演し、イ・ヒョリと共演した。韓国への亡命者ではない北朝鮮で生活する人物が韓国の広告に登場するのは南北分裂後初のことである。
2007年、南北朝鮮合同制作のKBSドラマ『死六臣（サユクシン）』に、ク・ソルメ役として出演した。演技経験のない彼女のドラマ出演は異例のことだが、KBSの強い要望で出演が実現した。

## 人物
西欧的な自然美を称えた純粋さで、北朝鮮人に対する印象や先入観を覆し、新しい「オルチャン（オル=顔、チャン=1番）」として登場した彼女は南北それぞれで人気を得ている。2005年に韓国の歌手イ・ヒョリとCMで共演した際は、同じ様なサクセスストーリーを歩んでいるとして比較された。

## 出演

### テレビドラマ
- 死六臣（2007年、KBS）ク・ソルメ役

### CM
- エニコール（サムスン電子、2005年）